# Prollhead
Prollhead war eine deutsche Rockband aus Hamburg-St. Pauli. Sie spielte Hardrock im Stil der 1970er Jahre mit ironischen deutschen Texten.

## Bandgeschichte
Gründungsmitglieder der Gruppe sind Andi Schmidt (Gesang), Ralf Junker (Gitarre), Marc Zimmermann (Bass) und Holger Engellandt (Schlagzeug). Junker verließ die Band 1993 und wurde durch Ronnie Henseler ersetzt, der 1997 wieder ausstieg, worauf Zimmermann an die Gitarre wechselte und Schmidt zusätzlich den Bass übernahm. Engellandt wurde 1996 durch Rudi Naomi ersetzt. Ebenfalls zur Gruppe gehören zwei Background-Sängerinnen, die „Prollettes“.
Ihre erste Platte Prall verkaufte sich über 10.000 mal und enthielt den Video-Hit Rauch Auf Dem Wasser, eine deutsche Version des Deep-Purple-Songs Smoke On The Water. Die Band war in den neunziger Jahren sehr aktiv und brachte noch weitere Platten heraus. Sie absolvierten zahlreiche Tourneen, unter anderem im Vorprogramm der Ärzte, Peter and the Test Tube Babies, der Lokalmatadore und der Dimple Minds, und traten u. a. beim Wacken Open Air auf. Im Zuge des Erfolgs von Prollhead formierten sich ähnlich ausgerichtete Gruppen wie Prolopower, Randalica oder Aso Pauer.
1995 erschien ein Tributealbum, auf dem zahlreiche Bands wie zum Beispiel Abwärts, Slime, Extrabreit, Michy Reincke, Lucilectric oder Mitglieder der Ärzte Prollhead-Songs coverten. Prollhead selbst steuerten den Song Radio Brennt für das Ärzte-Tributealbum Götterdämmerung bei.
Abgesehen von einem Auftritt im Stadion des FC St. Pauli anlässlich einer Benefizgala zugunsten des Vereins im Jahre 2004 und einem Kurzauftritt in dem Film Der Deichking (2006), der aus urheberrechtlichen Gründen aber herausgeschnitten wurde, ist die Gruppe seit 2001 nicht mehr in Erscheinung getreten.

## Diskografie
- Prall (LP/CD, 1994, Vielklang)
- Fußball ist unser Leben (Single, 1994, Vielklang)
- Fuck Jaques Chirac (Single/CD-Single, 1995, Vielklang)
- Prollhead fordert Tribut (CD, 1995, Virgin)
- In Jeans (CD, 1996, Sony)
- Reich durch Kommerz (CD-Single, 1996, Sony)
- Neue Alte (LP/CD, 2000, Dröönland)
- Permanentes Toreschießen (LP/CD, 2001, Bitzcore)